# Cowboys from Hell
Cowboys from Hell es el quinto álbum de la banda norteamericana de groove metal Pantera. Fue editado y producido por Terry Date, y posteriormente publicado el 24 de julio de 1990. Es el primer álbum editado por la banda en el sello Atco Records, fue grabado en The Dallas Sound Lab en Irving, Texas. Fue uno de los discos más exitosos de la formación comercialmente hablando al alcanzar el puesto número 27 en los Estados Unidos, llegando a disco de platino por la venta de 1 000 000 de copias y solo superado por I Am The Night.[cita requerida]

## Información del álbum
Cowboys from Hell está considerado como el disco debut de la banda por muchos fanes, e incluso por los propios miembros de la banda, debido al radical cambio de estilo de la misma dejando atrás el glam metal, estilo que practicaban anteriormente, para introducirse en el groove metal.
Poco después de su lanzamiento, la banda hizo un logo con las iniciales CFH con un diseño circular; debido a esto la banda fue apodada como los Vaqueros del Infierno. Phil Anselmo tiene un tatuaje de estas iniciales en un lado de su cabeza rodeado de su cabello.
La canción "Cowboys from Hell" aparece en el juego Guitar Hero y una versión en vivo en Guitar Hero: Smash Hits siendo una de las canciones más difíciles.

## Escritura y grabación
Después de ser rechazado "28 veces por cualquier otra etiqueta importante en la faz de la tierra" el representante de Atco Records, Mark Ross recibió la sugerencia de su jefe, Derek Shulman que estaba interesado en firmar con ellos, y ver a la banda tocar. Ross estaba tan impresionado con la banda que llamó a su jefe esa misma noche sugiriéndole que firmara con Pantera
Ross acerca de la banda:

"Desde el final de la primera canción, mi barbilla estaba en el suelo. El poder sonico de todo eso — la actitud de verdaderos músicos — me golpeo. Digo, tienes que ser un idiota para no pensar que ellos son asombrosos, Puta madre!"

Atco Records aceptó y a finales de 1989 la banda empezó a escribir y grabar su mayor álbum hasta esa fecha, en Patengo Studios. La banda adoptó un nuevo sonido y actitud, y en las escrituras de lo vendría siendo Cowboys from Hell la banda exploraba temas más oscuros, la guitarra se volvió más pesada y fuerte que escasamente sonaba a la fórmula del hair metal. La banda grabó Cowboys from Hell: The Demos, un álbum de demos que presenta 11 canciones, 10 de las cuales formaron parte del álbum ya terminado. Las últimas dos canciones en escribirse fueron "Clash With Reality" y "Primal Concrete Sledge", mientras que la canción titulada "The Will to Survive" fue descartada durante las primeras sesiones de grabación.
Las grabaciones se llevaron a cabo en Irving, Texas en Dallas Sound Lab y la banda se sentían seguros de sí mismos y de su material, finalmente sintieron que estaban haciendo el tipo de álbum que ellos querían. Una canción clave que surgió durante las escrituras fue "Cemetery Gates", una power ballad de siete minutos de duración que fue la primera en mostrar la gran diversidad vocal de Anselmo. A pesar de que ya habían grabado cuatro discos anteriores de Cowboys from Hell, Pantera sintió que ese era su verdadero debut, trabajando con un productor profesional y con una marca importante por primera vez y creando canciones que no eran simplemente robar a otras bandas similares para captar la atención.

## Arte de la portada
La portada muestra a la banda en un salón del salvaje oeste. Dimebag Darrell se muestra en el centro tocando la guitarra, mientras Vinnie Paul está a su derecha contando dinero, Rex Brown está apoyado en el mostrador y Phil Anselmo saltando a la izquierda de Rex. Anselmo saltó desde un taburete para estar en lo alto. Luego señalaría que se necesitaron diez intentos para que la foto saliera bien.

## Lanzamiento y recepción

### Éxito comercial
El álbum fue lanzado el 24 de julio de 1990, en CD, casete, y disco de vinilo y en una edición limitada (el mismo álbum pero en una caja más grande). El disco alcanzó el puesto #117 en el Billboard 200, y fue llevado hasta el puesto #27 en el Billboard Music Charts Top Heatseekers y #8 en el catálogo de álbumes. La versión remasterizada del disco lanzado en el 2010 llegó al puesto #117 del Billboard Top 200.

### Recepción crítica
Fue nombrado el decimonoveno álbum más influyente de la historia por IGN.
"Junto con Vulgar Display of Power, Cowboys from Hell no solo es considerado como uno de los mejores de la banda, sino que también fue uno de los álbumes que definieron el metal de inicios de los '90s. La banda consiguió una completa simetría en este trabajo, Dimebag(conocido como Diamond Darrell en aquel tiempo) tocando las cuerdas de esa hacha como una comadreja rabiosa, Phil, siguiéndolo con las letras caóticas junto con la sección rítmica de Vinnie y Rex manteniendo el control del ritmo, todo esto pegado con una gran destreza "
AllMusic dijo esto:

"El álbum de éxito de Pantera, Cowboys from Hell, es muy impulsado por la poderosa sección rítmica de Dimebag Darrell y sus increíbles riffs, que se deslizan en torno a los primeros tiempos para producir inesperadas frases rítmicas y acentos, así como sus inventivos solos"

## Lista de canciones
Todas las canciones escritas por Pantera

Todas las canciones escritas y compuestas por Pantera. 
| N.º | Título                   | Duración |  |
| 1.  | «Cowboys from Hell»      | 4:06     |  |
| 2.  | «Primal Concrete Sledge» | 2:13     |  |
| 3.  | «Psycho Holiday»         | 5:19     |  |
| 4.  | «Heresy»                 | 4:46     |  |
| 5.  | «Cemetery Gates»         | 7:02     |  |
| 6.  | «Domination»             | 5:04     |  |
| 7.  | «Shattered»              | 3:22     |  |
| 8.  | «Clash with Reality»     | 5:16     |  |
| 9.  | «Medicine Man»           | 5:15     |  |
| 10. | «Message in Blood»       | 5:10     |  |
| 11. | «The Sleep»              | 5:45     |  |
| 12. | «The Art of Shredding»   | 4:19     |  |

### Disco 2: Expanded Edition Bonus CD
Live: Foundations Forum (1990)

| N.º | Título                                                    | Duración |  |
| 1.  | «Domination» (Live At Foundations Forum 1990)             | 4:55     |  |
| 2.  | «Psycho Holiday» (Live At Foundations Forum 1990)         | 5:25     |  |
| 3.  | «The Art of Shredding» (Live At Foundations Forum 1990)   | 5:47     |  |
| 4.  | «Cowboys from Hell» (Live At Foundations Forum 1990)      | 5:03     |  |
| 5.  | «Cemetery Gates» (Live At Foundations Forum 1990)         | 7:01     |  |
| 6.  | «Primal Concrete Sledge» (Live At Foundations Forum 1990) | 3:51     |  |
| 7.  | «Heresy» (Live At Foundations Forum 1990)                 | 5:12     |  |

Alive and Hostile EP

| N.º | Título                                                      | Duración |  |
| 8.  | «Domination» (Live At Monsters In Moscow 1991)              | 7:01     |  |
| 9.  | «Primal Concrete Sledge» (Live At Monsters In Moscow 1991)  | 3:17     |  |
| 10. | «Cowboys from Hell» (Live At Foundations Forum 1990 - Edit) | 4:16     |  |
| 11. | «Heresy» (Live At Foundations Forum 1990 - Edit)            | 4:59     |  |
| 12. | «Psycho Holiday» (Live At Monsters In Moscow 1991)          | 5:50     |  |

### Disco 3: Cowboys from Hell: The Demos
Solo en las ediciones 'Deluxe' y 'Ultimate' del álbum.

| N.º | Título                        | Duración |  |
| 1.  | «The Will to Survive»         | 4:14     |  |
| 2.  | «Shattered» (demo)            | 4:47     |  |
| 3.  | «Cowboys from Hell» (demo)    | 4:06     |  |
| 4.  | «Heresy» (demo)               | 4:42     |  |
| 5.  | «Cemetery Gates» (demo)       | 5:19     |  |
| 6.  | «Psycho Holiday» (demo)       | 5:09     |  |
| 7.  | «Medicine Man» (demo)         | 4:52     |  |
| 8.  | «Message in Blood» (demo)     | 4:57     |  |
| 9.  | «Domination» (demo)           | 4:45     |  |
| 10. | «The Sleep» (demo)            | 6:15     |  |
| 11. | «The Art of Shredding» (demo) | 4:11     |  |

## Personal
- Phil Anselmo - Voz
- Dimebag Darrell - Guitarra
- Rex Brown - Bajo
- Vinnie Paul - Batería
- Terry Date - Producción